# Glen Island
Glen Island är en ö i Kanada.   Den ligger i territoriet Nunavut, i den nordöstra delen av landet, 2 600 km norr om huvudstaden Ottawa. Arean är 8,4 kvadratkilometer.
Terrängen på Glen Island är platt. Öns högsta punkt är 148 meter över havet. Den sträcker sig 5,8 kilometer i nord-sydlig riktning, och 2,1 kilometer i öst-västlig riktning.
Trakten runt Glen Island består i huvudsak av gräsmarker. Trakten runt Glen Island är nära nog obefolkad, med mindre än två invånare per kvadratkilometer.